# Claire Armstrong
Claire Armstrong (...) è un'astronoma amatoriale britannica.
Il Minor Planet Center le accredita la scoperta dell'asteroide 44016 Jimmypage effettuata il 30 novembre 1997 in collaborazione con il marito Mark Armstrong.
Le è stato dedicato l'asteroide 15967 Clairearmstrong.